# Warburgiella subleptorrhyncha
Warburgiella subleptorrhyncha là một loài Rêu trong họ Sematophyllaceae. Loài này được (Broth. & Paris) Broth. miêu tả khoa học đầu tiên năm 1925.